# 歪腰郵筒
25°03′10″N 121°32′25″E / 25.052758°N 121.540410°E

位於臺北市中山區的歪腰郵筒。

歪腰郵筒，是臺灣臺北市中山區兩個遭到颱風蘇迪勒侵襲而掉落的招牌砸歪的郵箱，由於其造型可愛而獲得民眾的高度關注。之後中華郵政響應民眾的要求而同意考慮將歪斜的郵箱予以保留，並且進一步發展成為臺北市另類景點。在考量週遭民眾安全和交通狀況，決定將歪腰郵筒遷移至臺北郵局。但是計畫遷移的舉動則受到許多民間人士反對，前中華民國文化部部長龍應台更批評中華郵政不懂其價值。之後中華郵政順應社會大眾意見而暫緩遷移工作，並計畫與專家學者共同討論。

## 經過

### 引起風潮

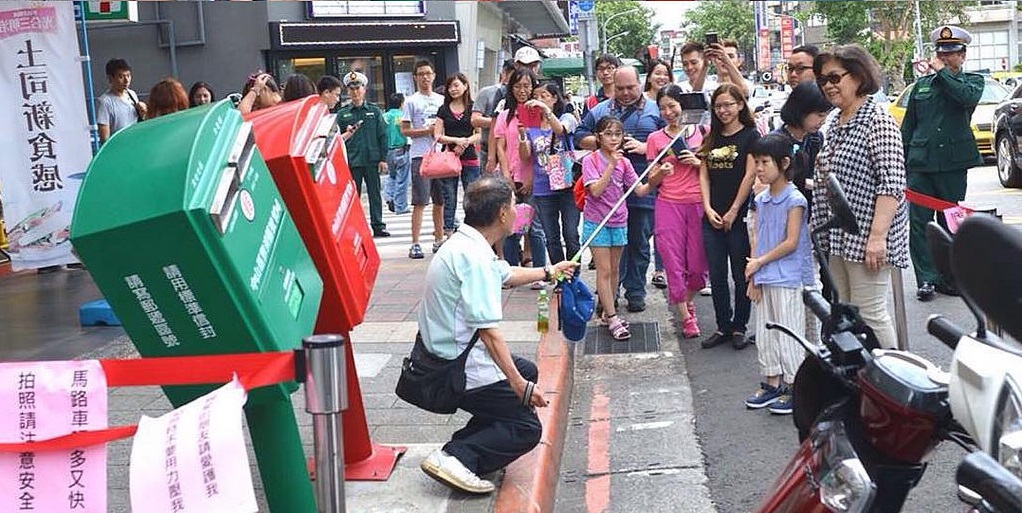
許多民眾陸陸續續與歪腰郵筒拍照。

2015年8月7日，受颱風蘇迪勒侵襲臺灣並引起強風影響，臺北市市區許多路樹和招牌都因而傾倒或掉落。而在中山區鄰近中華航空舊總部「華航大樓」旁、南京龍江路口的兩座紅色與綠色郵箱，也被掉落的依定美時尚診所廣告招牌砸中、以及強風吹襲而使得郵箱腰桿朝同一方向彎曲；該診所廣告招牌在隔天便被吊車載走。然而由於兩座被砸歪的郵箱造型可愛，許多路過民眾紛紛擺出俏皮姿勢與郵箱合照；而這些郵箱以及合影相片隨即在網際網路上廣泛流傳，進一步吸引更多批踢踢等網站網友的注意。很快地歪腰郵筒吸引越來越多路過民眾前往郵箱所在地圍觀，並且擺出不同動作拍照留念。
到了8月9日下午，由於聚集的民眾不斷增加而開始有民眾排隊等候拍照，而後方的便利商店（7-11龍京門市）也因而獲利。很快地歪腰郵筒成為臺北市另類的熱門拍照與打卡新景點，並且將大量遊客也將南京龍江路口道路嚴重堵塞而造成周邊交通混亂。對此中華郵政則表示由於獲得許多民眾反映希望可以維持歪腰郵筒的樣貌，因此決定傾向順應民意而予以保留。但是中華郵政也提到在這之前將測試以確認雨水不會滲進郵箱，同時也會評估是否會影響行人安全，在認定沒有問題後就會讓這兩個郵箱保留現在的樣子。而在當天，郵局人員便前往現場投遞信件以測試傾斜的郵筒會不會有雨水滲漏的問題。
對此中華郵政郵務處處長李甘祥表示過去不曾發生過郵箱遭到砸歪的情況，而這次強烈颱風蘇迪勒在新北市永和區也造成一支郵箱損壞，而已經被郵局人員收走。由於歪腰郵筒之後每天都吸引大批人潮前往拍照，中華郵政則在第一時間派遣兩位郵差查勘並在現場輪值以維持秩序；現場的輪值郵差也配合民眾拍照需求而擺弄姿勢，進而拍下一系列趣味照片。到了8月11日時，在龍江路上持續有等待與歪腰郵筒拍照的排隊人潮。同時中華郵政也要求站崗的郵差不能和現場民眾合照，以專心維持現場秩序。同時也有公關公司安排OPEN小將和LOCK小醬前往現場與民眾共同拍照，並且趁機宣傳電影《OPEN！ OPEN！》。之後中華郵政則表示將會順勢推出文創商品，包括有歪腰郵筒公仔、個人化郵票等。

### 計畫遷移

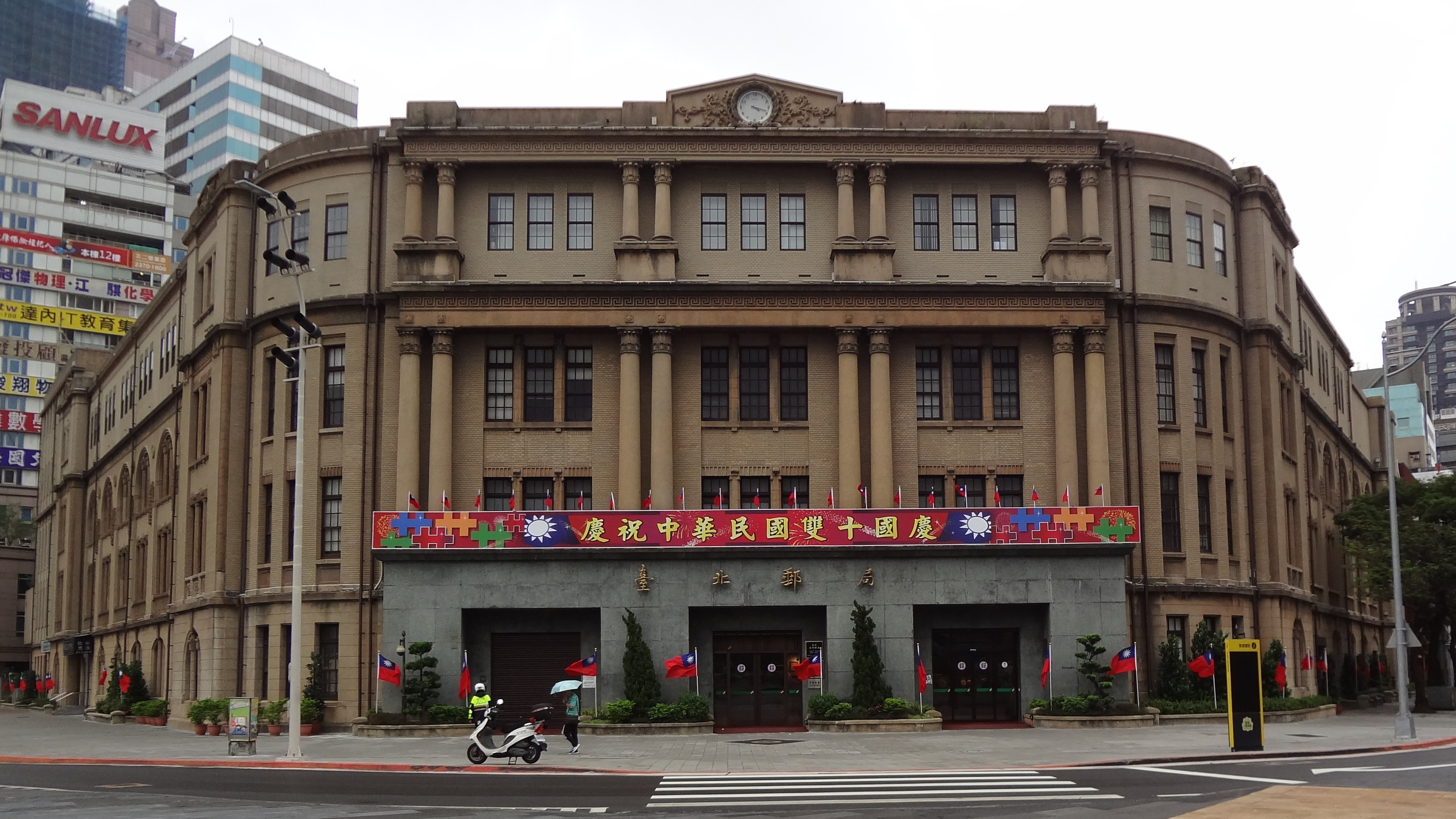
中華郵政原本計畫將歪腰郵筒遷至臺北郵局。

8月11日，中華郵政總經理陳憲著表示，由於歪腰郵筒所在的南京龍江路口的人行道過於狹小，大量遊客聚集已經造成附近交通壅塞。為避免影響交通與附近居民生活作息，也為了保護用路人安全，決定在8月13日將郵箱移至博愛路上的臺北郵局。對此，中華郵政認為，該處寬敞的人行道將可容納更多遊客，同時由於場地較為寬敞而不會派遣郵差輪值站崗。之後，中華郵政董事長翁文祺表示，中華郵政計畫在8月13日下午5時拆除歪腰郵筒、移往臺北郵局入口處左側作為展示用途，並且計畫擺放立牌說明歪腰郵筒，而原地址則會放置新郵箱供民眾使用。
對此中華郵政考量到郵政博物館在臺北郵局建築內部設有親子互動館，並且擁有更寬敞的人行道以提供遊客拍攝；而同時由於臺北郵局本身是古蹟，因此除了能夠使得遷移至該處的歪腰郵筒具有寓教於樂的體驗外，並且進而理解建築物的歷史與文化。同時中華郵政也專案製作「微笑萌郵筒」紀念戳，並且讓8月12日下午5時到8月13日下午5時這段時間投入歪腰郵筒的郵件得以蓋上紀念戳章，藉此讓民眾得以共同紀念這段歷史。
8月12日上午，中華郵政主任秘書王淑敏表示，歪腰郵筒已經造成居民不方便，同時大批人潮在該處照相過於危險，因此將按照原定時間移到臺北郵局，並且表示移至臺北郵局後將配合該環境而有不同感受。翁文祺則表示，由於龍江路附近車輛眾多，中華郵政不可能每天派人前往現場維持秩序；在未能解決遊客影響安全和交通的情況下，只能夠按照計畫將歪腰郵筒搬到臺北郵局。

### 取消遷移
不過面對民間許多反對遷移之意見，中華郵政董事長翁文祺在考量該項決定已經引起社會許多討論後，在8月12日下午親自召開臨時會議。最後於臨時會議上，中華郵政決定順應民間意見而將爆紅的歪腰郵筒暫定原地保留以維護場域文物。中華郵政對此計畫先行保留2個禮拜，近期內則是聽取專家學者和各處意見對於遷移決定的看法，以便審慎評估在熱潮過後的遷移計畫。但是翁文祺也公開表示由於歪腰郵筒已經成為臺北市的觀光資產，因此希望臺北市政府能夠共同協助維護周邊的交通秩序與安全，而不能只藉由中華郵政的郵差來執行配合民眾拍照以及指揮交通的任務。
中華郵政同時還在記者會上表示由於歪腰郵筒更加傾斜，因此除了將會就地補強外，同時呼籲現場民眾不要推擠，以確保自身安全並且共同維護郵筒現狀。另外一方面，由臺北郵局專案製作的「微笑萌郵筒」宣傳戳活動仍然會對8月12日下午5時前投入郵筒的郵件蓋上印記。

## 影響

### 廣受歡迎
對此網友很快便將歪腰郵筒的姿勢和先前阿帕契打卡案做比較，並且戲稱這是「阿帕契郵筒」。而勞動部勞動力發展署中彰投分署青年職涯發展中心在新成立的創作工坊中，服務人員也使用Yahoo!奇摩首頁的新聞相片、並花費2個小時而以3D列印製作歪腰郵筒的模型，藉此宣傳自身3D建模設計和製作課程以及提供青年創業發想、產品製造設備與合作媒合平台的創客基地。衛生福利部疾病管制署在其宣導登革熱疫情防治的海報上，也立刻添加了歪腰郵筒的設計。同時也有網友分享「歪腰郵筒產生器」的網址，只要上傳圖片後便可以經過簡單步驟獲得與歪腰郵筒的合照。
另外陸陸續續有商人開始生產相關的文具商品，並且在露天拍賣上販售歪腰郵筒的紀念磁鐵、鑰匙圈、名片座等，另外也有插畫家跟進創作行動應用程式的貼圖。臺北市六福皇宮的一禮烘培很快便推出歪腰郵筒造型杯子蛋糕提供給住房客戶以及民眾購買，分別使用法國進口的巧克力與大量核桃製成內餡，並且添加開心果以增加口感。臺中市中友百貨公司邀請樂高達人黃彥智率領台灣創意積木發展協會舉辦積木玩具大展，在展出的79件作品中便包含積木版歪腰郵筒，並且隨即吸引許多民眾與之合照。
就連LINE的貼圖也出現了歪腰郵筒
許多民眾也紛紛在為歪腰郵筒設置的Facebook專頁上分享照片，而這些照片之後則中國大陸廣泛流傳並且獲得數千名社群網路服務使用者熱烈討論。而中國女演員范冰冰和其男友李晨前往臺灣進行雷射去斑和淨膚療程時，後者也趁機會在新浪微博上分享與歪腰郵筒的合照。另外經由外國新聞媒體報導歪腰郵筒一事後，許多海外網友也讚賞臺灣面對困境時展現的幽默感，英國廣播公司、《每日郵報》等新聞媒體都對於此事進行報導。而美國《紐約郵報》也在網站上報導說臺灣的一場風災反而讓被廣告牌壓歪的郵箱成為最熱門的旅遊景點，許多民眾因而排隊等待與歪腰郵筒共同照相，同時報導中還引用歐洲新聞圖片社6張各種民眾與郵差擺出逗趣模樣的照片。
2016年6月23日，紅色郵筒被一名醉漢給踹直，隔日中華郵政派人將紅色郵筒恢復為歪腰的原樣。

### 搬遷問題
對於歪腰郵筒移動位置一事，許多網友則紛紛持反對意見而傾向不予以搬遷。主要意見表示這將會導致郵箱沒人理會並且失去紀念價值，而希望中華郵政可以原地保留以彰顯紀念價值。不過亦有評論則戲稱臺灣民眾的盲從現象，進而表示舉辦全臺巡迴展以療癒各地民眾，而門票收入還能為中華郵政賺進觀光財。對此前中華民國文化部部長龍應台在Facebook上發表題為「不只是兩個鐵罐頭」的文章，內容中表示有關於搬遷的問題是重要的議題，然而中華郵政並完全沒有理解到歪腰郵筒的意義，並且直接批評說：「把小紅小綠搬到別處去，才是真正愚蠢。」
對於龍應台希望中華郵政能夠讓歪腰郵筒留在原地的說法，臺北市文化資產審議委員會委員李乾朗表示由於歪腰郵筒並不具備文化資產的身分，因此可以對於郵箱進行遷移。而關於為了保障歪腰郵筒得以繼續留在原地而爭取文化資產法定身分的作法，李乾朗表示其前提是必須有人提報此案並且啟動文化資產評鑑，否則臺北市政府文化局和中華民國文化部都不便發表意見。不過對於歪腰郵筒是否具有列為文化資產的價值，李乾朗則表示就年代、唯一性、特殊性等客觀指標衡量而認為歪腰郵筒目前機會很低。

### 藝術性
前中華民國文化部部長龍應台在《不只是兩個鐵罐頭》一文中，認為兩個歪腰郵筒是集體的「會心一笑」，並且包含著許多情感記憶在這之中。對此她提到：
| “        | 兩個歪腰郵筒之所以迷倒了我們，是因為它意外地凝聚了我們的集體記憶：所有臺灣人對於颱風的感受、那一夜的狂風暴雨的每一個腦海中的鏡頭、南京和龍江路口的街景和氛圍、清早發現郵筒歪頭時的驚訝片刻和會心的幽默，甚至包括了其後群眾的不可思議的傻像……把小紅小綠搬到別處去，才是真正愚蠢。它使一個活生生的記憶，一個美好的難得的會心一笑變成兩個壞掉的郵筒、沒意義的鐵罐頭。 | ” |
| ——龍應台 | |   |

### 其他郵箱
在臺北市因為受到颱風影響的歪腰郵筒廣泛受到注目後，臺灣各地也陸陸續續也其他特殊的郵箱獲得民眾關注。其中在颱風襲擊臺灣前，臺南市永康區蔦松一街與蔦松二街路口便有一個便被貨車倒車時撞歪的綠色郵箱，很快該座設立近50年的單座郵箱照片也在網際網路上傳開，並且吸引許多民眾和記者前往拍攝。不過之由於這支郵箱每個月收件數平均11件左右而長年效益不高，又經常在路口被車輛撞到，因此在被颱風傾倒的樹木壓到後主管單位永康郵局便針對安全性進行內部檢討。在評估該處距離永康郵局和鹽行郵局不遠後，永康郵局認定不會造成民眾不便而決定將該郵箱移除。
另外花蓮縣玉里鎮也有一座據傳10年前就在玉里協天宮附近、位於中華路路邊傾斜的郵箱，該郵箱的照片也在網際網路上傳開而引發關注。不過花蓮郵局在8月11日時便雇請工人以地基整修方式將郵箱弄正，對此花蓮郵局局長江進達澄清該郵箱歪腰的時間僅有2年，原因是民眾開車倒車時不小心撞到郵箱而成。另外一方面，花蓮港海灣處一座重達12噸的蛇紋石郵筒則是由於經過多次颱風襲擊而未受到影響，同樣獲得新聞媒體的注目。

## 外部連結
- 中華郵政「歪腰」郵筒的Facebook專頁
- 開放街圖頁面